# Pierre Lartigue

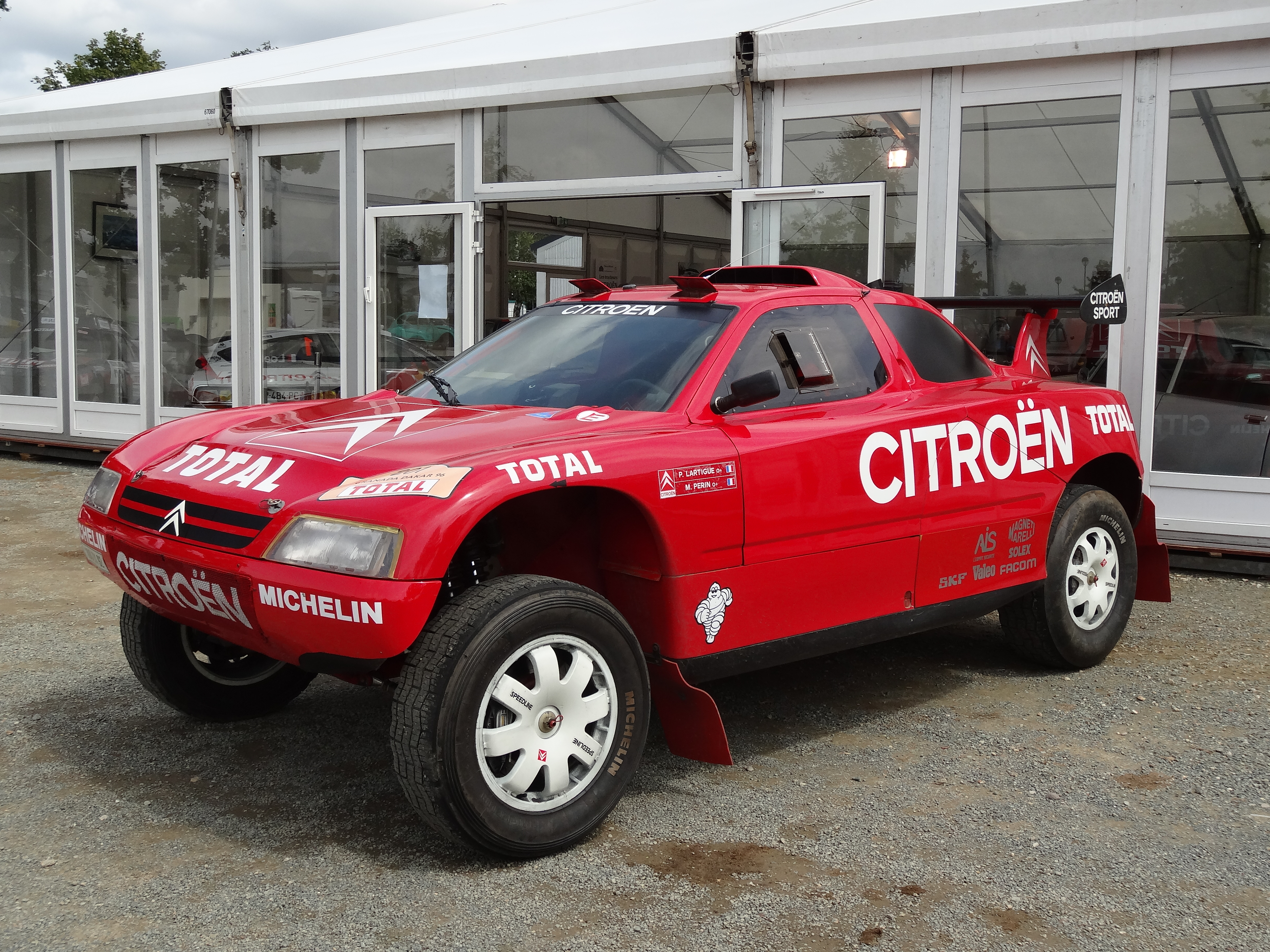
Von Pierre Lartigue bei der Rallye Dakar gefahrener Citroën ZX

Pierre Lartigue (* 22. Oktober 1948) ist ein ehemaliger französischer Rallye-Raid-Fahrer.

## Karriere
Lartigue begann seine Motorsportkarriere Ende der 1970er zunächst im Rallyesport und fuhr von 1976 bis 1995 verschiedene Läufe der Rallye-Weltmeisterschaft und der Rallye-Europameisterschaft sowie bis 1997 verschiedene Rallye Raid Wettbewerbe. Er ist vierfacher Rallye Weltmeister und in der Klasse der Autos 1994, 1995 und 1996 Sieger der Rallye Dakar.

## Auszeichnungen (Auszug)
- 1995: Ordre national du Mérite
- 1997: L’ordre national de la Légion d’honneur